# Felix Weber (Fußballspieler)
Felix Weber (* 18. Januar 1995 in Weilheim in Oberbayern) ist ein deutscher Fußballspieler.

## Karriere
Weber entstammt der Jugendabteilung des TSV 1860 München. Seit der Spielzeit 2013/14 stand er im Aufgebot der zweiten Mannschaft in der Fußball-Regionalliga. Zu seinem ersten Einsatz für die erste Mannschaft kam er am letzten Spieltag der 2. Bundesliga 2016/17 bei einer 1:2-Auswärtsniederlage gegen den 1. FC Heidenheim.
Nach dem Abstieg der Münchner Löwen aus der 2. Bundesliga gehört Weber dem neuen Kader der ersten Mannschaft an, die in der Spielzeit 2017/18 in der Regionalliga Bayern antrat. In dieser Saison führte Weber die Mannschaft als Kapitän an und erzielte in 27 Einsätzen 3 Tore für die Giesinger. Zusätzlich erzielte er in der Ersten Runde des DFB-Pokals 2017/18 einen Treffer bei der 1:2-Niederlage gegen den FC Ingolstadt 04. Am Ende der Saison stand die Mannschaft als Meister der Regionalliga Bayern fest und qualifizierte sich für die Aufstiegsspiele zur 3. Liga, in welchen man sich gegen den 1. FC Saarbrücken durchsetzen konnte.
Auch nach dem Aufstieg blieb Weber Kapitän der Löwen. Am 2. Spieltag der Saison 2018/19 erzielte er beim 5:1-Heimsieg sein erstes Tor in der 3. Liga.
Nach der Saison 2019/2020 wurde sein Vertrag bei 1860 nicht verlängert. Am 15. Oktober 2020 unterschrieb er einen neuen Vertrag beim Regionalligisten Rot-Weiss-Essen bis zum 30. Juni 2021, im Sommer 2021 wechselte er zur SpVgg Bayreuth.
Am 28. März 2023 gab die sportliche Leitung der SpVgg Bayreuth bekannt, dass Weber mit sofortiger Wirkung suspendiert wird. Weber soll zwei Tage zuvor bei einem Eishockeyspiel der Tigers im Bayreuther Eisstadion an einer gewalttätigen Auseinandersetzung beteiligt gewesen sein. Außerdem soll er sich der Festnahme durch die Polizei widersetzt haben, wobei er einem Beamten gegen den Oberkörper geschlagen und einen weiteren am Hals gepackt haben soll. Bereits eine Woche später wurde die Suspendierung wieder aufgehoben.
Zur Saison 23/24 wechselte Weber zum FC 08 Homburg. Im Sommer 2024 wechselte er zurück in die Regionalliga Bayern und schloss sich der DJK Vilzing an.

## Erfolge
- 2018: Aufstieg in die 3. Liga mit 1860 München
- 2022: Aufstieg in die 3. Liga mit der SpVgg Bayreuth